# Estación Teno
Teno es una estación ferroviaria chilena ubicada en la comuna de Teno, que fue construida en el km. 169,5 del FC de Estación Alameda a estación Curicó, y que posteriormente formó parte de la Red Sur de la Empresa de los Ferrocarriles del Estado (EFE). Actualmente la estación no presta servicios.

## Historia

### SigloXIX
La estación es inaugurada junto con el resto del ferrocarril entre la estación San Fernando y estación Curicó el 25 de diciembre de 1868.
Hacia 1870 se consideró a la estación como posible punto para la construcción de un ferrocarril transcordillerano que uniera a Chile con Argentina.

### SigloXX
En 1938 la Empresa de Los Ferrocarriles del Estado hizo la contratación para la construcción de la bodega definitiva de la estación.

### SigloXXI
El 18 de febrero de 2017 la estación fue declarada monumento nacional. El 20 de diciembre de 2022 un incendió destruyó el edificio de la estación.

## Infraestructura
La estación aun cuenta con sus andenes, la casa del jefe de estación, un edificio de bodega, una cabina de movilización, además de una vía local y una de carga.